# FSR 1735
FSR 1735 (również 2MASS-GC03) – gromada kulista znajdująca się w kierunku konstelacji Ołtarza w odległości 29 700 lat świetlnych od Ziemi. Została odkryta w 2006 roku w programie 2MASS przez Dirka Froebricha, Aleksa Scholza i C. J. Raftery’ego. W 2007 roku odkrywcy potwierdzili, że jest to gromada kulista i skatalogowali w swoim katalogu jako FSR 1735. Ponieważ jest to trzecia gromada kulista odkryta w programie 2MASS, otrzymała też oznaczenie 2MASS-GC03.
Gromada FSR 1735 zawiera około 100 tys. gwiazd o łącznej masie 65 tys. mas Słońca przy średnicy wynoszącej 7 lat świetlnych. Znajduje się w odległości około 12 100 lat świetlnych od jądra Drogi Mlecznej.